# Lista orașelor gemene și orașelor surori din Iordania

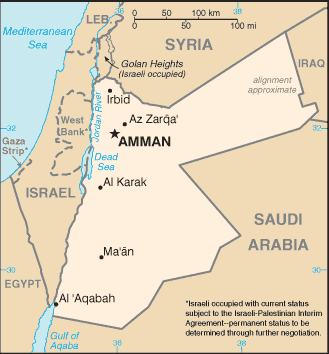
Harta Iordaniei

Aceasta este o listă a municipiilor din Iordania care au legături permanente cu comunitățile locale din alte țări cunoscute sub numele de „orașe înfrățite” (de obicei în Europa) sau „orașe surori” (de obicei în restul lumii).

## A
Amman
- Ankara, Turcia[1]
- București, România[2]
- Cairo, Egipt[3]
- Chicago, Statele Unite[4]
- Cincinnati, Statele Unite[5]
- Format:Country data PSE Hebron, Palestina[6]
- Islamabad, Pakistan[7]
- Istanbul, Turcia[8]
- Mostar, Bosnia și Herțegovina[9]
- Nur-Sultan, Kazahstan[10]
- Paphos, Cipru[11]
- San Francisco, Statele Unite[12]
- Sofia, Bulgaria[13]
- Tunis, Tunisia[14]
- Erevan, Armenia[15]

Aqaba
- Alcamo, Italia[16]
- Hammamet, Tunisia[17]
- Saint Petersburg, Rusia[18]
- Sharm el-Sheih, Egipt[19]
- Ürümqi, China[20]
- Varna, Bulgaria[13]

## D
Deir Alla
- Gainesville, Statele Unite

## I
Irbid
- Gaziantep, Turcia[22]
- Zhengzhou, China[23]

## J
Jerash
- Huedin, România[24]
- Orăștie, România[25]
- Sliven, Bulgaria[26]

## K
Al Karak
- Birmingham, Statele Unite[27]
- Veliko Tarnovo, Bulgaria[13]

## M
Madaba
- Cerkasî, Ucraina[28]
- Tundzha, Bulgaria[13]

## P
Petra
- Agra, India[29]
- Matera, Italia[30]
- Plovdiv, Bulgaria[31]

## S
Al-Salt
- Inđija, Serbia[32]
- Pazardjik, Bulgaria[33]

Al-Shuna al-Shamalyah
- Format:Country data PSE Ierihon, Palestina

## Z
Zarqa
- Oran, Algeria